# Agathia lycaenaria
Agathia lycaenaria är en fjärilsart som beskrevs av Vincenz Kollar 1844. Agathia lycaenaria ingår i släktet Agathia och familjen mätare. Inga underarter finns listade i Catalogue of Life.

## Bildgalleri

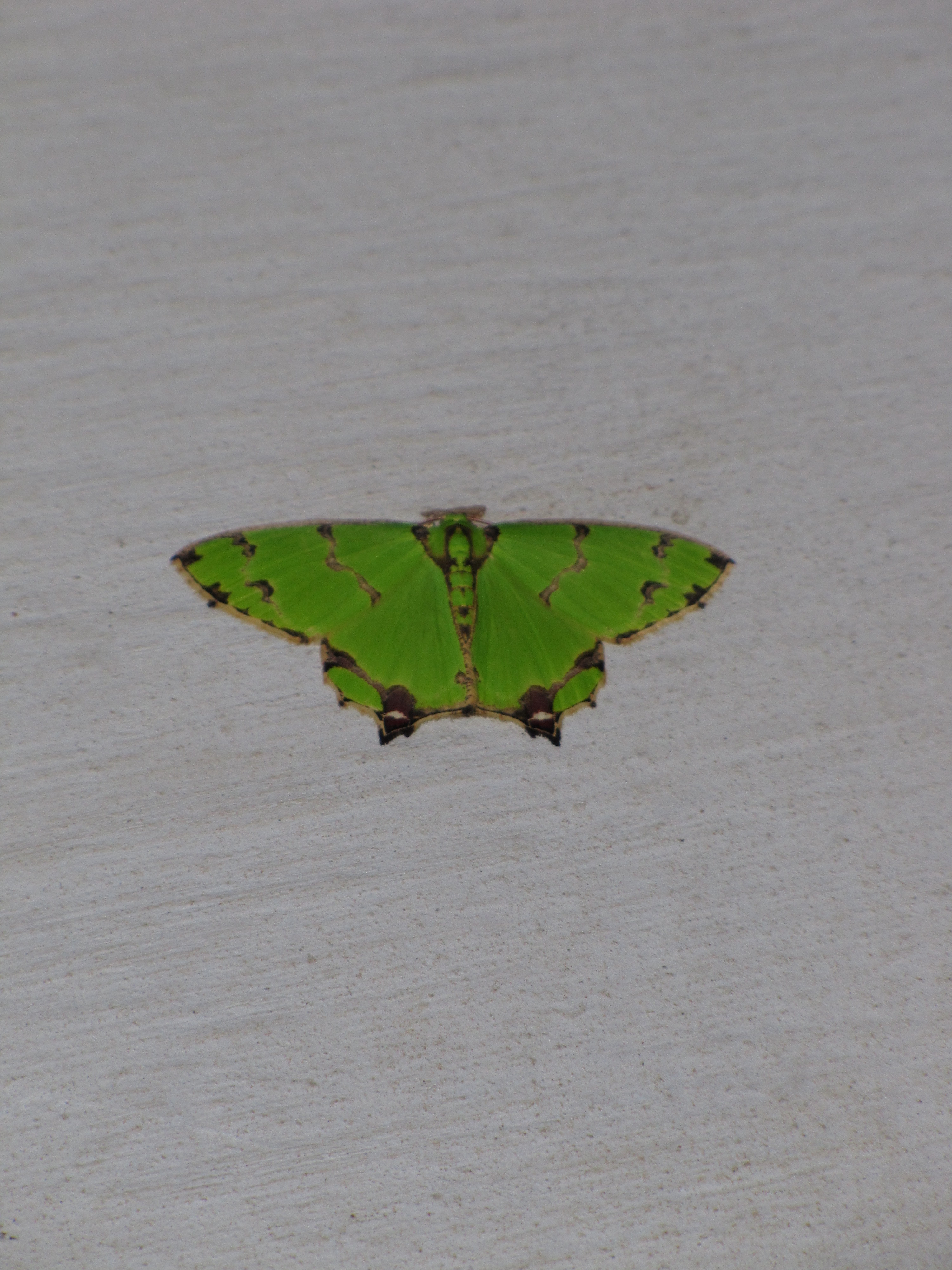